# Бузове Друге
Бузове Друге — колишній населений пункт у Вовчанському районі Харківської області, підпорядковувався Різниківській селищній раді.
Село знаходилося на початку балки Бузова, по якій протікав пересихаючий струмок із збудованою загатою, за 2 км знаходиться село Бузова. Зняте з обліку 1997 року.

## Принагідно
- Відомості ВРУ